# Prihoda Judit
Prihoda Judit (Budapest, 1972. március 14.) festő- és grafikusművész. 

## Élete
Már gyerekkorában megmutatkozott az állatvilág és a természet utáni, átlagosnál sokkal nagyobb érdeklődése. Szülei hamar észrevették művészi tehetségét is, így tizenkét évesen beíratták a Barcsay Gyermekképzőművészeti Kör rajzóráira, ahol mélyebb ismereteket szerzett átfogóan a professzionális szabadkézi rajztól a festészetig, a kockológiától az emberábrázolásig, a perspektíváktól az árnyékolásig. 
Saját, egyedi technikáját, nagynevű mesterek – mint Csergezán Pál, Muray Róbert és Meszlényi Attila – útmutatásai alapján fejlesztette ki.
Bár az érettségit követően a Képzőművészeti Egyetemre készült, bátorság és önbizalom híján azonban inkább a Dekoratőr és Kirakatrendező Képző iskolát végezte el. Ez után a biológia–rajz tanári szakra jelentkezett, ám későbbi szerencséjére oda nem nyert felvételt, ugyanis így találkozhatott Muray Róberttel, aki nemcsak mesterévé lett, hanem számos későbbi megrendelőjét is általa ismerte meg. Sőt, Csergezán Pállal is összesodorta az élet, aki – mint kiderült – osztálytársa volt nagyapjának, Szemcsék Jánosnak, aki a Kisvárdai járás népművelési felügyelője volt. Így már megnőtt az önbizalma, hogy jelentkezzen a középiskola óta vágyott felsőoktatási intézménybe.
2001-ben nyert felvételt a Magyar Képzőművészeti Egyetem tervezőgrafikai szakára maximális pontszámmal. 2003-tól felvette a rajz és művészettörténeti szakot is. 2004-2005-ös tanév második felében a németországi Darmstadtban töltötte nemzetközi ösztöndíját a „Fachhochschule Darmstadt Grafik Design” szakán. 2004-ben a Magyar Posta megbízásából tervezett a magyar kutyafajtákról bélyegeket, bélyegzőt, valamint borítékot, melyek limitált példányszámban jelentek meg. 2006-ban diplomázott. Tervezőgrafikai diplomamunkájának kiválósága miatt elnyerte a Gál Mátyás-díjat. Még ugyanebben az évben 72 illusztrációt tartalmazó könyvet adott ki Afrika meséi címen.
Főként olajjal, akrillal, akvarellel és pasztellel dolgozik. Alkotói irányzatában elsősorban az állatok helyes anatómiájának a leképzése, illetve a táj élethű lenyomata jelennek meg.
2006 óta tagja a Magyar Alkotóművészek Országos Egyesületének. 2015-ben felkérték az OMVK Vadászati Hagyományokat Ápoló- és Kulturális Bizottság tagjaként a képzőművészetért felelős poszt betöltésére. 2015-ben pedig felkérték, a Vadászati Kulturális Bizottság alelnöki posztjára. 2019-ben felvételt nyert a MÚOSZ-ba. 2019 őszén az Országos Magyar Vadász Kamara Fejér Megyei Területi szervezete felkérte, hogy székházukban, egy 12 nm méretű falfelületen, az ott őshonos vadfajokat jelenítse meg.
2018-óta alkotói show-kkal lép fel vadászattal, kultúrával kapcsolatos rendezvényeken, melynek során a közönség figyelemmel kísérheti egy kép születését. Művészettörténeti előadásokat is tart az állatábrázolás témájában.
Számos magyar és nemzetközi kiállításon szerepelnek képei. A 2000-es évektől 2015-ig rendszeres meghívott vendége, kiállítója volt a Hollandiában, Enschede városában minden év novemberében megrendezett, Wild in de Natuur (Vad a természetben) című kiállításnak, amely a világ (Amerikától egészen Japánig terjedően) legnevesebb állatábrázoló művészeinek képeit tárja a látogatók elé. Szerepelt a világ egyik legnagyobb – az amerikai Safari Club által Renóban rendezett – vadászati kiállításán, de számos színvonalas könyvben, ismeretterjesztő újságban és vadászmagazinban is találkozhatunk a sokoldalú és sokarcú művésznő alkotásaival. Egy könyvbemutatón saját kiállítása volt a patinás Holland&Holland londoni fegyvermanufaktúránál. Képei szerepelnek a Magyar Mezőgazdasági Múzeum állandó kiállításán is. A 90-es évek végén a Hubertusz Vadászmagazin is bemutatta akkor közel egy évtizedes munkásságát a Duna Tv-ben.

## Díjai
- 1999 Csergezán Diploma (Csergezán Pál Alapítvány)
- 2001 Nimród-díj (Nimród Vadászújság és Alapítvány)
- 2004 I. díjas (II. Bajai Karikatúra Pályázat, „Mesél a gemenci erdő” témakör)
- 2006 Gál Mátyás tervezőgrafikai ösztöndíj
- 2014 Arany ecset-toll művészeti nagydíj (Vadászati Kulturális Egyesület)[2]
- 2017 Gemenc Zrt. képzőművészeti díja (művésztársai szavazatai alapján)
- 2024 Magyar Arany Érdemkereszt (a teremtett világ szépségét hűen ábrázoló festményei, egyedi látásmódot tükröző karikatúrái és gondolatébresztő művészi munkája elismeréseként)